# Idafehn

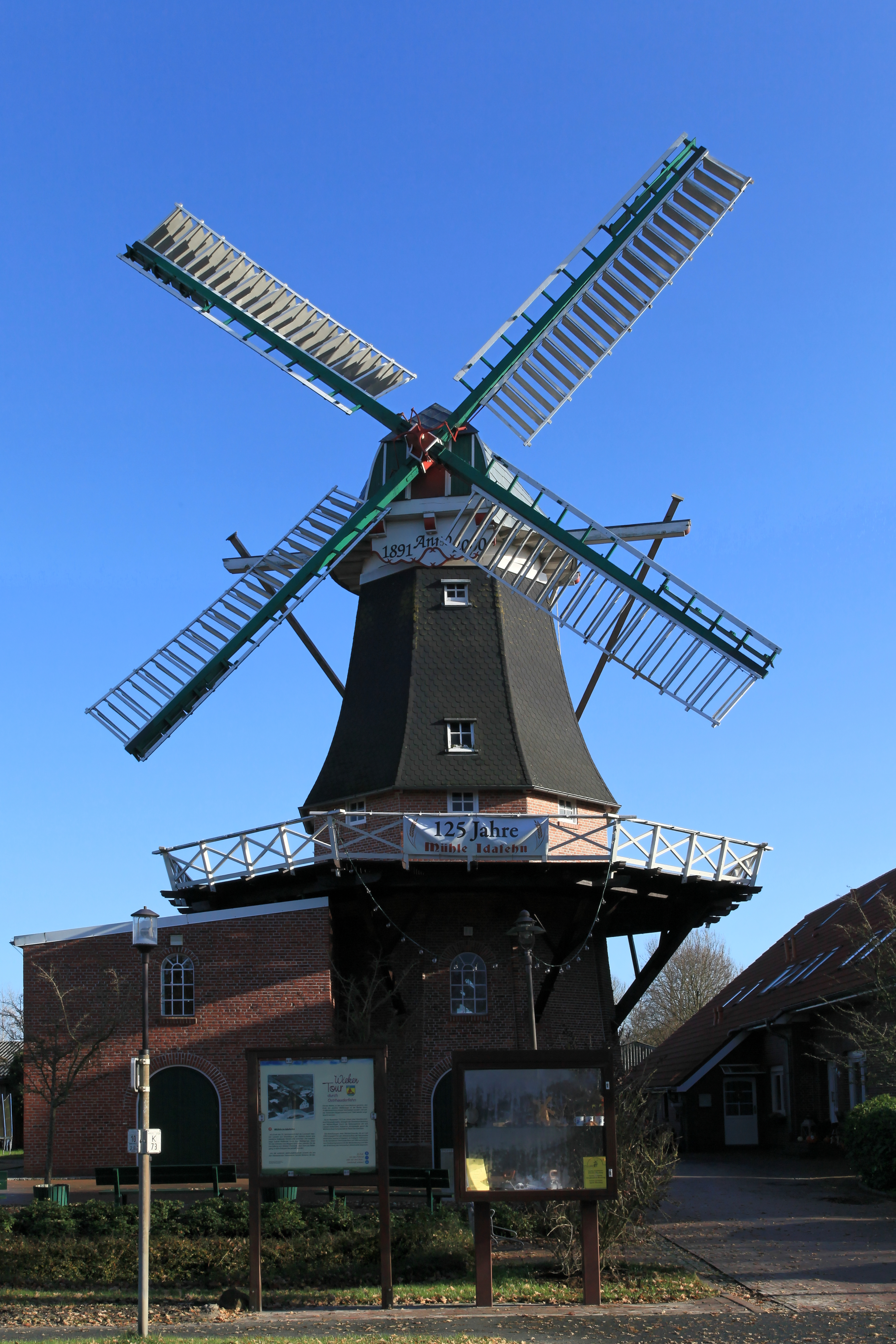
Windmühle Idafehn

Idafehn ist ein Ortsteil der Gemeinde Ostrhauderfehn im Landkreis Leer in Ostfriesland.

## Geschichte
Der historisch nicht zu Ostfriesland, sondern zu Oldenburg gehörende Ort entstand als Fehnsiedlung nach dem Bau des sogenannten Westcanals. Die Ausschreibung zum Kanalbau des „Canal im westlichen Commendemoore längs der ostfriesischen Grenze“ erfolgte am 2. April 1864. Nach der Fertigstellung Anfang 1866 konnten die Kolonate an die verschiedenen Interessenten verkauft werden. Der Westkanal erstreckte sich auf einer Länge von rund acht Kilometer von der Leda bei Ubbehausen bis an die Gemarkungsgrenze von Ramsloh.
Am 6. Februar 1893 bekam die entstandene Kolonie durch den Großherzog von Oldenburg Nikolaus Friedrich Peter offiziell den Namen „Idafehn“. Die Namensgebung erinnert an die bereits im Alter von 24 Jahren verstorbene Mutter des Großherzogs Ida von Anhalt-Bernburg-Schaumburg-Hoym, der zweiten Frau des Großherzogs Paul Friedrich August von Oldenburg.
1953/1954 wurde der „Westkanal“ zugeschüttet. Heute verläuft auf dem ehemaligen Kanalbett die Kreisstraße 73.
Am 1. März 1974 wurde Idafehn aus Strücklingen, Landkreis Cloppenburg aus- und in die Gemeinde Ostrhauderfehn eingegliedert.

## Sehenswürdigkeiten
Die wiederaufgebaute Mühle Idafehn ist eine von drei Windmühlen, die sich auf dem Gebiet der heutigen Gemeinde Ostrhauderfehn befanden. Die ursprünglich im Oktober 1891 gebaute Windmühle wurde während des Orkans Quimburga am 13. November 1972 durch ein Feuer zerstört. Die Orkanböen hatten die Mühlenflügel so stark beschleunigt, dass im Innern der Mühle eine enorme Reibungshitze entstanden war. Die Bremsen versagten – und die Mühle, weithin sichtbares Wahrzeichen von Idafehn, fing Feuer. 1993 wurde der Möhlenkring Idafehn gegründet, der sich den Wiederaufbau der Mühle zum Ziel machte und der in den Folgejahren zusammen mit der Gemeinde Ostrhauderfehn den Wiederaufbau nach historischem Vorbild vorantrieb. Im Jahr 2000 konnte der Wiederaufbau der Mühle abgeschlossen werden. Der zweistöckige Galerieholländer ist rund 20 Meter hoch, die Firsthöhe der Mühle liegt bei 18 Meter und die Galeriehöhe beträgt 5,50 Meter. Die Mühle ist das Wahrzeichen von Idafehn.

## Sport und Vereine
Der Turn- und Sportverein Idafehn 1957 e. V. ist in Idafehn zu Hause. Der Verein hat rund 290 Mitglieder und bietet die Sportarten Fußball, Karate und Gymnastik an. Der Tennisverein TV Ostrhauderfehn-Idafehn e. V. von 1987 hat rund 90 Mitglieder und entstand während der Hochphase des deutschen Tennis, in der der Sport durch Boris Becker und Steffi Graf außergewöhnliche Popularität erreichte. Der Verein wird eine Modernisierungskampagne 2022 starten mit dem Ziel die Anlagen zu renovieren und neue moderne Trainingsmethoden zu realisieren.
Weitere Vereine sind der Schützenverein „Eiche“ Idafehn e. V. sowie die Karnevalistische Interessen Gemeinschaft KIG Idafehn. Seit 1995 ist der Pfadfinderstamm Tjalken, VCP Idafehn als einer der größten Stämme des VCP Bezirk Oldenburg aktiv.